# Promet Češke
Cestovne i željezničke prometnice u Češkoj dobro su razgranate diljem zemlje, dok se autocestovna mreža širi i razvija. Prag je dobro povezan s glavnim gradovima središnje Europe: s Budimpeštom, Bečom, Moskvom, Varšavom, Berlinom. Dobro je razvijen i zračni promet. Kroz zračne luke Praga, Brna i Ostrave prolazi veliki dio trgovačkoga prometa.